# Coppa di Francia 2018-2019 (fase finale)
Questa voce raccoglie un approfondimento sulle gare della fase finale dell'edizione 2018-2019 della Coppa di Francia di calcio.

## Date
| Fase        | Turno                   | Partita unica                         |                                       |
| ----------- | ----------------------- | ------------------------------------- | ------------------------------------- |
| Fase Finale | Trentaduesimi di finale | 4-5-6-7 gennaio 2019 16 gennaio 2019  | 4-5-6-7 gennaio 2019 16 gennaio 2019  |
| Fase Finale | Sedicesimi di finale    | 22-23-24 gennaio 2019 2 febbraio 2019 | 22-23-24 gennaio 2019 2 febbraio 2019 |
| Fase Finale | Ottavi di finale        | 4-5-6-7 gennaio 2019 16 gennaio 2019  | 4-5-6-7 gennaio 2019 16 gennaio 2019  |
| Fase Finale | Quarti di finale        | 26-27 febbraio 2019 6 marzo 2019      | 26-27 febbraio 2019 6 marzo 2019      |
| Fase Finale | Semifinali              | 2-3 aprile 2019                       | 2-3 aprile 2019                       |
| Fase Finale | Finale                  | 27 aprile 2019                        | 27 aprile 2019                        |

## Squadre
| Ligue 1 tutte le 20 squadre della stagione 2018-2019 | Ligue 2 14 delle 20 squadre della stagione 2018-2019 | Championnat National 6 delle 18 squadre della stagione 2018-2019                | CFA, CFA 2, Ligues régionales e Ligue Outre-Mer 24 squadre della stagione 2018-2019. |
| - Amiens - Angers - Bordeaux - Caen - Digione - Guingamp - Lilla - Monaco - Montpellier - Nantes - Nîmes - Nizza - Olympique Lione - Olympique Marsiglia - Paris Saint-Germain - Rennes - Saint-Étienne - Stade Reims - Strasburgo - Tolosa | - Brest - Châteauroux - Clermont Foot - Gazélec Ajaccio - Grenoble - Le Havre - Lens - Metz - Nancy - Niort - Orléans - Red Star - Sochaux - Valenciennes | - Concarneau - Lyon-La Duchère - Entente SSG - Marignane - Tours - Villefranche | - Championnat amateur - Andrézieux - Bergerac - Croix - Le Puy - Les Herbiers - St-Pryvé St-Hilarie - Schiltigheim - Sète - Vitré - Championnat amateur 2 - Aurillac Arpajon - Bastia - Template:Calcio Bourges Foot - Canet RFC - GSI Pontivy - Limonest Saint-Didier - Olympique Saint-Quentin - Raon-l'Étape - Stade Pontyvien - Ligues régionales - US Gravelines - ESC Longueau - Noisy-le-Grand - Olympique Strasbourg - Viry-Châtillon - Ligue Outre-Mer - Aiglon du Lamentin |

## Trentaduesimi di finale

### Tabellini
| Arbitro: | Stinat |

|                                               |           |              |
| Coulibaly 6’ Krhin 37’ Louza 70’ Limbombe 86’ | Marcatori | 13’ Sanganté |

| Arbitro: | Petit |

|               |           |               |
| Boupendza 47’ | Marcatori | 6’, 55’ Pouye |

| Arbitro: | Letexier |

|           |           |  |
| Sacko 51’ | Marcatori |  |

| Arbitro: | Abed |

|                                                    |                      |                                                         |
| Moretti 39’ Poggi 90+5’                            | Marcatori            | 21’ Toupin 48’ Gégousse                                 |
| Salis Coulibaly Guilbert Mesbah Santelli Bocognano | Tiri di rigore 5 – 4 | Le Joncour Grégousse Fleury Lagadec Guillou Salem Gabou |

| Arbitro: | Perreau Niel |

|                           |           |  |
| Mihoubi 85’ Hassani 90+3’ | Marcatori |  |

| Arbitro: | Gaillouste |

|                        |                      |                                      |
| Barka 62’              | Marcatori            | 45+3’ Honorat                        |
| Civet Assoumin Parpeix | Tiri di rigore 3 – 0 | Pereira Lage Imà Andriatsima N'Simba |

| Arbitro: | Rouinsard |

|                             |           |                                        |
| Marec 6’ Rolland 55’ (rig.) | Marcatori | 16’ N'Gbakoto 18’ Roux 64’, 67’ Thuram |

| Arbitro: | Palhies |

|  |           |            |
|  | Marcatori | 16’ Moimbé |

| Arbitro: | Benchabane |

|                                        |           |                               |
| Tell 28’ Perrin 104’ El Khoumisti 114’ | Marcatori | 70’ Banal 112’ (aut.) Renault |

| Arbitro: | Varela |

|                          |           |           |
| Bisson 17’ Belbachir 26’ | Marcatori | 15’ Grich |

| Arbitro: | Millot |

|            |           |  |
| Timité 49’ | Marcatori |  |

| Arbitro: | Buquet |

|              |           |  |
| Souici 90+3’ | Marcatori |  |

| Arbitro: | Turpin |

|                                     |           |  |
| Mendes 13’ Julienne 81’ Ezikian 88’ | Marcatori |  |

| Arbitro: | Lesage |

|              |           |                        |
| Cambrone 50’ | Marcatori | 45’ Cohade 101’ Balliu |

| Arbitro: | Delajod |

|                     |           |                                  |
| Genghini 77’ (rig.) | Marcatori | 64’ Sliti 72’ Kwon 90+2’ Tavares |

| Arbitro: | Thual |

|           |           |  |
| Diaby 80’ | Marcatori |  |

| Arbitro: | Dechepy |

|  |           |                                        |
|  | Marcatori | 115’ Edimo 120+1’ Burel 120+3’ N’Diaye |

| Arbitro: | Hamel |

|  |           |            |
|  | Marcatori | 81’ Bammou |

| Arbitro: | Rainville |

|  |           |                       |
|  | Marcatori | 59’ Terrier 77’ Mendy |

| Arbitro: | Gautier |

|                                                               |                      |                                                      |
| Hunou 41’ Sarr 49’                                            | Marcatori            | 24’, 39’ Charbonnier                                 |
| Poha Del Castillo Bourigeaud Sarr Siebatcheu Da Silva Zeffane | Tiri di rigore 5 – 4 | Charbonnier Belkebla Ayasse Diallo Butin Court Weber |

| Arbitro: | Watellier |

|                        |           |  |
| Ngwabije 17’ Milla 82’ | Marcatori |  |

| Arbitro: | Schneider |

|                             |           |  |
| Oudin 32’ Cafaro 37’ (rig.) | Marcatori |  |

| Arbitro: | Ben El Hadj |

|  |           |          |
|  | Marcatori | 2’ Sylla |

| Arbitro: | Frappart |

|  |           |                                                                 |
|  | Marcatori | 3’, 85’ Cabella 8’ Perrin 46’ Khazri 56’ Diony 83’ Rocha Santos |

| Arbitro: | Lissorgue |

|                            |                      |                               |
| Roussel Lemaître Delecroix | Tiri di rigore 1 – 4 | Sorin Guéguen Lebacle Laurent |

| Arbitro: | Delerue |

|                                                    |           |           |
| Diakité 40’ Gradel 45’ Dossevi 68’ Manu García 85’ | Marcatori | 48’ Sacko |

| Arbitro: | Lepaysant |

|                             |           |           |
| Seidou 2’, 29’ Ouattara 45’ | Marcatori | 14’ Jamin |

| Arbitro: | Mokhtari |

|                             |           |            |
| N'Doye 4’ (aut.) Issaad 43’ | Marcatori | 16’ Blayac |

| Arbitro: | Brisard |

|  |           |              |
|  | Marcatori | 48’ Assifuah |

| Arbitro: | Lavis |

|  |           |                                                          |
|  | Marcatori | 24’ (aut.) Julé 70’ Neymar 77’ (rig.) Mbappé 87’ Draxler |

| Arbitro: | Batta |

|            |           |  |
| Araújo 39’ | Marcatori |  |

| Arbitro: | Leonard |

|  |           |          |
|  | Marcatori | 98’ Zohi |

### Risultati
| Squadra 1                    | Risultato       | Squadra 2             |
| ---------------------------- | --------------- | --------------------- |
| 4 gennaio 2019               |                 |                       |
| Nantes                       | 4 - 1           | Châteauroux           |
| 5 gennaio 2019               |                 |                       |
| Tours                        | 1 - 2           | Les Herbiers          |
| Viry-Châtillon               | 1 - 0           | Angers                |
| Bastia                       | 2 - 2 (5-4 dtr) | Concarneau            |
| Croix                        | 2 - 0           | Raon-l'Étape          |
| Marignane                    | 1 - 1 (3-0 dtr) | Clermont Foot         |
| Stade Pontyvien              | 2 - 4           | Guingamp              |
| Le Puy                       | 0 - 1           | Nancy                 |
| Orléans                      | 3 - 2 (dts)     | Aiglon du Lamentin    |
| Bergerac                     | 2 - 1           | Niort                 |
| Amiens                       | 1 - 0           | Valenciennes          |
| Entente SSG                  | 1 - 0           | Montpellier           |
| Lyon-La Duchère              | 3 - 0           | Nîmes                 |
| Olympique Saint-Quentin      | 1 - 2 (dts)     | Metz                  |
| Schiltigheim                 | 1 - 3           | Digione               |
| Sète                         | 1 - 0           | Limonest Saint-Didier |
| US Gravelines                | 0 - 3 (dts)     | Villefranche          |
| Red Star                     | 0 - 1           | Caen                  |
| Template:Calcio Bourges Foot | 0 - 2           | Olympique Lione       |
| 6 gennaio 2019               |                 |                       |
| Rennes                       | 2 - 2 (5-4 dtr) | Brest                 |
| Andrézieux                   | 2 - 0           | Olympique Marsiglia   |
| Stade Reims                  | 2 - 0           | Lens                  |
| Canet RFC                    | 0 - 1           | Monaco                |
| Olympique Strasbourg         | 0 - 6           | Saint-Étienne         |
| ESC Longueau                 | 0 - 0 (1-4 dtr) | Vitré                 |
| Tolosa                       | 4 - 1           | Nizza                 |
| St-Pryvé St-Hilarie          | 3 - 1           | Aurillac Arpajon      |
| Noisy-le-Grand               | 2 - 1           | Gazélec Ajaccio       |
| Bordeaux                     | 0 - 1           | Le Havre              |
| GSI Pontivy                  | 0 - 4           | Paris Saint-Germain   |
| 7 gennaio 2019               |                 |                       |
| Lilla                        | 1 - 0           | Sochaux               |
| 16 gennaio 2019              |                 |                       |
| Grenoble                     | 0 - 1 (dts)     | Strasburgo            |

## Sedicesimi di finale

### Tabellini
| Arbitro: | Buquet |

|          |           |                            |
| Ngom 66’ | Marcatori | 27’ Rodelin 99’ Djilobodji |

| Arbitro: | Lavis |

|                             |           |  |
| Toko Edimo 63’ Labeau 90+4’ | Marcatori |  |

| Arbitro: | Batta |

|            |           |                   |
| Leonil 15’ | Marcatori | 50’, 64’ Julienne |

| Arbitro: | Turpin |

|                                                 |                      |                                              |
| Leya Iseka 44’, 83’ Manu García 68’ Gradel 119’ | Marcatori            | 47’ Dia 77’ Oudin 87’ Chavalerin 108’ Cafaro |
| Dossevi Sylla Mubele Leya Iseka Gradel          | Tiri di rigore 4 – 3 | Chavarría Chavalerin Fontaine Mbemba Cafaro  |

| Arbitro: | Abed |

|  |           |           |
|  | Marcatori | 48’ Bamba |

| Arbitro: | Gautier |

|            |           |                              |
| Falcao 39’ | Marcatori | 32’ Hein 62’ Gakpa 74’ Niane |

| Arbitro: | Bastien |

|  |           |                                                                   |
|  | Marcatori | 5’ Bammou 13’, 30’ Khaoui 79’ Tchokounté 88’ Mbengué 90’ Mouaddib |

| Arbitro: | Letexier |

|                                       |           |                                                              |
| Diony 14’ Berič 60’ Monnet-Paquet 65’ | Marcatori | 11’, 28’, 51’ (rig.) Sliti 47’ Keita 53’ Tavares 90+3’ Marié |

| Arbitro: | Millot |

|  |           |                          |
|  | Marcatori | 39’ Siebatcheu 51’ Hunou |

| Arbitro: | Rouinsard |

|                       |           |                                          |
| Pinto 89’ Gomez 90+4’ | Marcatori | 51’ Romeric Lopy 78’ Perrin 99’ D'Arpino |

| Arbitro: | Watellier |

|                                         |                      |                                            |
| Akeb Daoud Mallet Parpeix Sagoua Djacko | Tiri di rigore 3 – 4 | Zmijak Obino De Parmentier Derville Betina |

| Arbitro: | Hamel |

|                        |           |  |
| Cavani 4’ Di María 80’ | Marcatori |  |

| Arbitro: | Delajod |

|                                |           |  |
| Lebacle 33’ Sorin 48’ Elaz 57’ | Marcatori |  |

| Arbitro: | Ben El Hadj |

|                                   |           |           |
| Petit-Homme 34’ (aut.) Mesbah 45’ | Marcatori | 90+2’ Yao |

| Arbitro: | Brisard |

|  |           |                        |
|  | Marcatori | 28’ Dembélé 35’ Dubois |

| Arbitro: | Lesage |

|  |           |               |
|  | Marcatori | 73’ Coulibaly |

### Risultati
| Squadra 1           | Risultato       | Squadra 2       |
| ------------------- | --------------- | --------------- |
| 22 gennaio 2019     |                 |                 |
| Nancy               | 1 - 2 (dts)     | Guingamp        |
| Villefranche        | 2 - 0           | Les Herbiers    |
| Andrézieux          | 1 - 2           | Lyon-La Duchère |
| Tolosa              | 4 - 4 (4-3 dtr) | Stade Reims     |
| Sète                | 0 - 1           | Lilla           |
| Monaco              | 1 - 3           | Metz            |
| 23 gennaio 2019     |                 |                 |
| Viry-Châtillon      | 0 - 6           | Caen            |
| Saint-Étienne       | 3 - 6           | Digione         |
| St-Pryvé St-Hilarie | 0 - 2           | Rennes          |
| Bergerac            | 2 - 3 (dts)     | Orléans         |
| Marignane           | 0 - 0 (3-4 dtr) | Croix           |
| Paris Saint-Germain | 2 - 0           | Strasburgo      |
| 24 gennaio 2019     |                 |                 |
| Vitré               | 3 - 0           | Le Havre        |
| Bastia              | 2 - 1           | Noisy-le-Grand  |
| Amiens              | 0 - 2           | Olympique Lione |
| 2 febbraio 2019     |                 |                 |
| Entente SSG         | 0 - 1           | Nantes          |

## Ottavi di finale

### Tabellini
| Arbitro: | Thual |

|  |           |                                          |
|  | Marcatori | 5’ (rig.) Tavares 27’ Balmont 90+3’ Saïd |

| Arbitro: | Ben El Hadj |

|  |           |                      |
|  | Marcatori | 20’ (rig.) Lecoeuche |

| Arbitro: | Miguelgorry |

|                           |           |  |
| Coulibaly 6’ Limbombe 41’ | Marcatori |  |

| Arbitro: | Bastien |

|                                   |                      |                                      |
| Poggi 70’ Santelli 117’           | Marcatori            | 4’ Tchokounté 94’ Ninga              |
| Guilbert Coulibaly Schur Kifouéti | Tiri di rigore 3 – 5 | Fajr Djiku Diomandé Ninga Tchokounté |

| Arbitro: | Delerue |

|                                             |           |               |
| Gros 32’ Le Borgne 41’ Laurent 90+4’ (rig.) | Marcatori | 8’, 22’ Rivas |

| Arbitro: | Gautier |

|  |           |                                     |
|  | Marcatori | 102’ Draxler 113’ Diaby 119’ Cavani |

| Arbitro: | Lesage |

|                       |           |          |
| Siebatcheu 75’, 90+1’ | Marcatori | 65’ Pépé |

| Arbitro: | Schneider |

|           |           |                       |
| Mendy 88’ | Marcatori | 7’ Dembélé 49’ Cornet |

### Risultati
| Squadra 1       | Risultato       | Squadra 2           |
| --------------- | --------------- | ------------------- |
| 5 febbraio 2019 |                 |                     |
| Croix           | 0 - 3           | Digione             |
| Metz            | 0 - 1           | Orléans             |
| Nantes          | 2 - 0           | Tolosa              |
| Bastia          | 2 - 2 (3-5 dtr) | Caen                |
| 6 febbraio 2019 |                 |                     |
| Vitré           | 3 - 2           | Lyon-La Duchère     |
| Villefranche    | 0 - 3           | Paris Saint-Germain |
| Rennes          | 2 - 1           | Lilla               |
| 7 febbraio 2019 |                 |                     |
| Guingamp        | 1 - 2           | Olympique Lione     |

## Quarti di finale

### Tabellini
| Arbitro: | Schneider |

|                              |           |  |
| Di María 8’, 28’ Meunier 76’ | Marcatori |  |

| Arbitro: | Delerue |

|                          |           |  |
| Bourigeaud 65’ Niang 71’ | Marcatori |  |

| Arbitro: | Buquet |

|                                  |           |           |
| Denayer 26’ Cornet 49’ Depay 83’ | Marcatori | 77’ Ninga |

| Arbitro: | Abed |

|  |           |                         |
|  | Marcatori | 25’ Boschilia 43’ Mance |

### Risultati
| Squadra 1           | Risultato | Squadra 2 |
| ------------------- | --------- | --------- |
| 26 febbraio 2019    |           |           |
| Paris Saint-Germain | 3 - 0     | Digione   |
| 27 febbraio 2019    |           |           |
| Rennes              | 2 - 0     | Orléans   |
| Olympique Lione     | 3 - 1     | Caen      |
| 6 marzo 2019        |           |           |
| Vitré               | 0 - 2     | Nantes    |

## Semifinali

### Tabellini
| Arbitro: | Bastien |

|                               |           |                                    |
| Traoré 47’ Dembélé 75’ (rig.) | Marcatori | 40’ Niang 55’ André 81’ Bensebaini |

| Arbitro: | Letexier |

|                                                 |           |  |
| Verratti 29’ Mbappé 85’ (rig.) Dani Alves 90+2’ | Marcatori |  |

### Risultati
| Squadra 1           | Risultato | Squadra 2 |
| ------------------- | --------- | --------- |
| 2 aprile 2019       |           |           |
| Olympique Lione     | 2 - 3     | Rennes    |
| 3 aprile 2019       |           |           |
| Paris Saint-Germain | 3 - 0     | Nantes    |

## Finale
| Arbitro: | Buquet |

|                                                   |                      |                                                |
| Kimpembe 40’ (aut.) Mexer 66’                     | Marcatori            | 13’ Dani Alves 22’ Neymar                      |
| Niang Ben Arfa Grenier Lea Siliki Bensebaini Sarr | Tiri di rigore 6 – 5 | Cavani Dani Alves Paredes Bernat Neymar Nkunku |

| Rennes | PSG |

| Rennes (4-4-2)  |    |                              |
|                 |    |                              |
| P               | 40 | Tomáš Koubek                 |
| D               | 3  | Damien Da Silva              |
| D               | 4  | Mexer 68’                    |
| D               | 15 | Ramy Bensebaini 112’         |
| D               | 27 | Hamari Traoré                |
| C               | 8  | Clément Grenier 24’          |
| C               | 14 | Benjamin Bourigeaud 71’ 106’ |
| C               | 21 | Benjamin André (c) 97’       |
| C               | 7  | Ismaïla Sarr                 |
| A               | 11 | M'Baye Niang 107’            |
| A               | 18 | Hatem Ben Arfa               |
| A disposizione: |    |                              |
| P               | 12 | Abdoulaye Diallo             |
| D               | 2  | Mehdi Zeffane                |
| D               | 12 | James Lea Siliki 106’ 118’   |
| D               | 26 | Jérémy Gélin                 |
| C               | 6  | Jakob Johansson              |
| C               | 23 | Adrien Hunou                 |
| A               | 22 | Romain Del Castillo          |
| Allenatore:     |    |                              |
| Julien Stéphan  |    |                              |

| Paris Saint-Germain (4-3-3) |    |                          |
|                             |    |                          |
| P                           | 16 | Alphonse Areola          |
| D                           | 3  | Presnel Kimpembe         |
| D                           | 5  | Marquinhos (c)           |
| D                           | 14 | Juan Bernat              |
| D                           | 31 | Colin Dagba 106’         |
| C                           | 6  | Marco Verratti 29’       |
| C                           | 13 | Dani Alves               |
| C                           | 23 | Julian Draxler 91’       |
| A                           | 7  | Kylian Mbappé 119’       |
| A                           | 10 | Neymar 44’               |
| A                           | 11 | Ángel Di María 55’ 75’   |
| A disposizione:             |    |                          |
| P                           | 1  | Gianluigi Buffon         |
| D                           | 20 | Layvin Kurzawa           |
| C                           | 8  | Leandro Paredes 75’ 95’  |
| C                           | 24 | Christopher Nkunku 121’  |
| A                           | 9  | Edinson Cavani 91’       |
| A                           | 17 | Eric Maxim Choupo-Moting |
| A                           | 27 | Moussa Diaby 106’ 121’   |
| Allenatore:                 |    |                          |
| Thomas Tuchel               |    |                          |